# René Notten
Reinirus Wilhelmus Antonius (René) Notten (Hengelo (Gld), 20 november 1949 – Oranjestad, 22 augustus 1995) was een Nederlands voetballer en voetbaltrainer. Tijdens het leeuwendeel van zijn loopbaan voetbalde de middenvelder voor FC Twente, Ajax en Feyenoord.

## Carrière

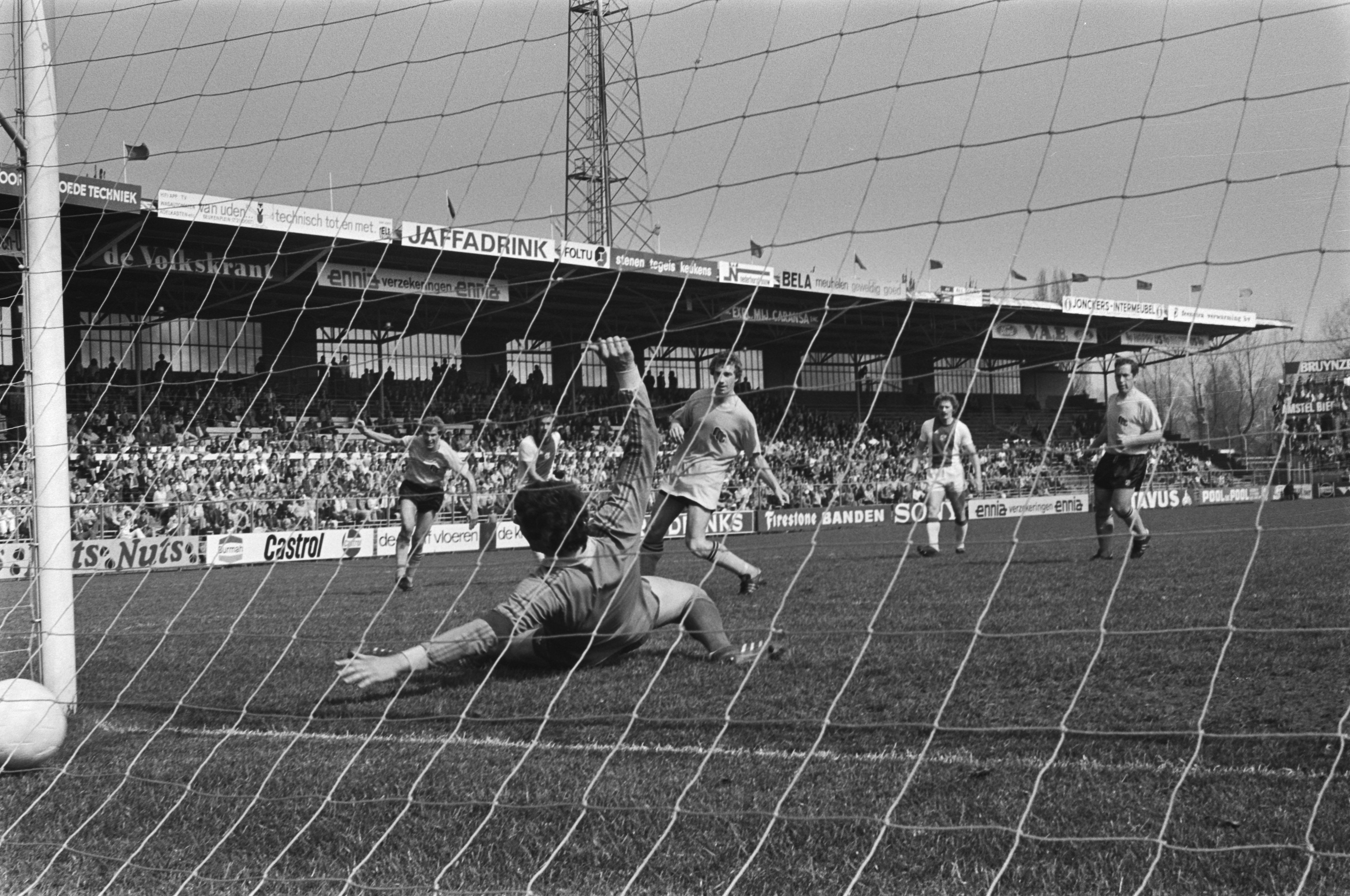
19-4-1976, Ajax-NAC 5-0. René Notten scoort langs keeper De Jong.

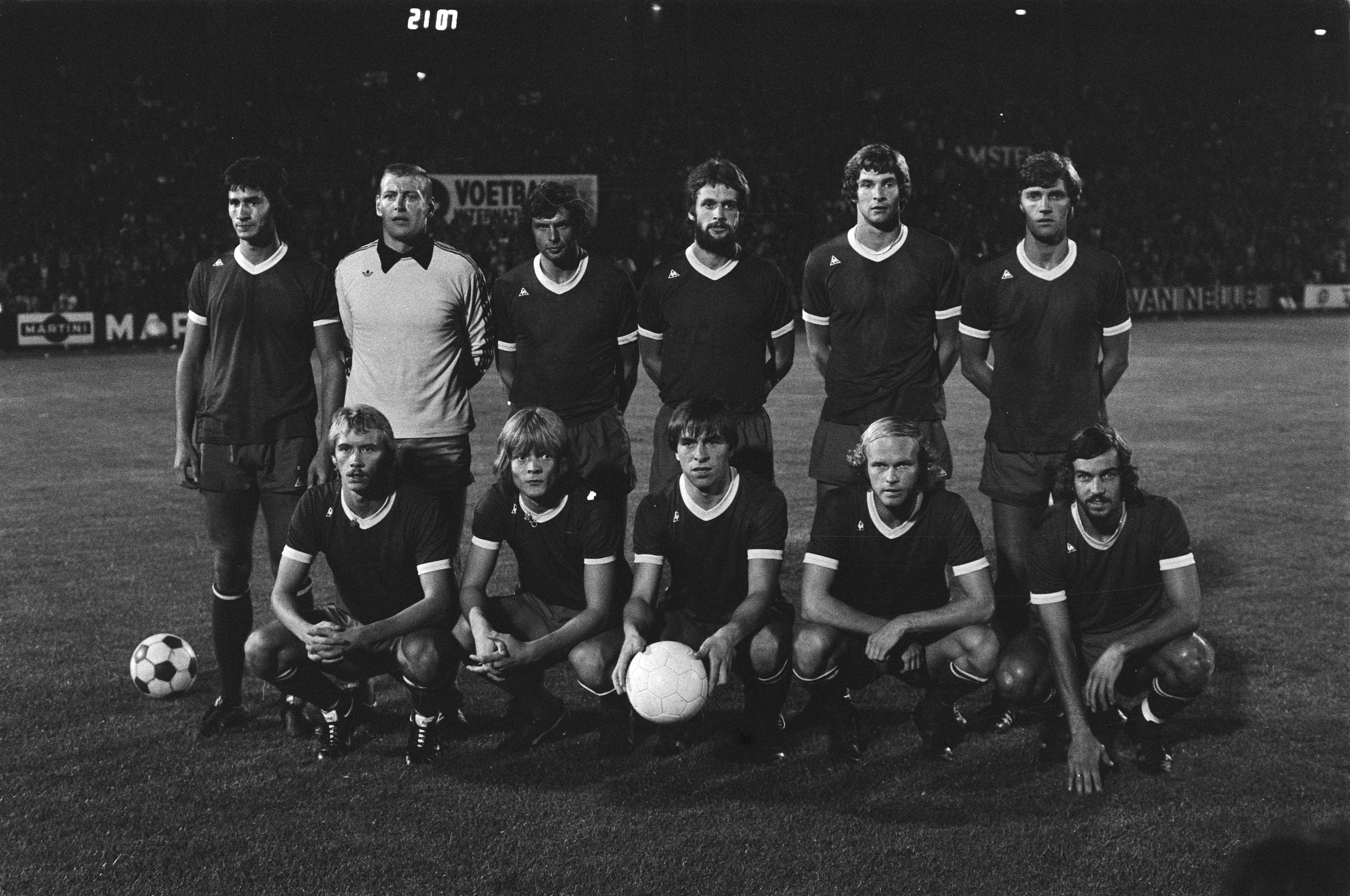
Amsterdam 701 toernooi: 6-8-1976 Ajax-Borussia Mönchengladbach 0-0, 8-8-1976 Ajax-Anderlecht Brussel 1-3. Achter; Tscheu La Ling, Piet Schrijvers, Wim Suurbier, Hans Erkens, Pim van Dord, Ruud Krol. Voor: Dick Schoenaker, Sören Lerby, Johnny Dusbaba, Ruud Geels, René Notten.

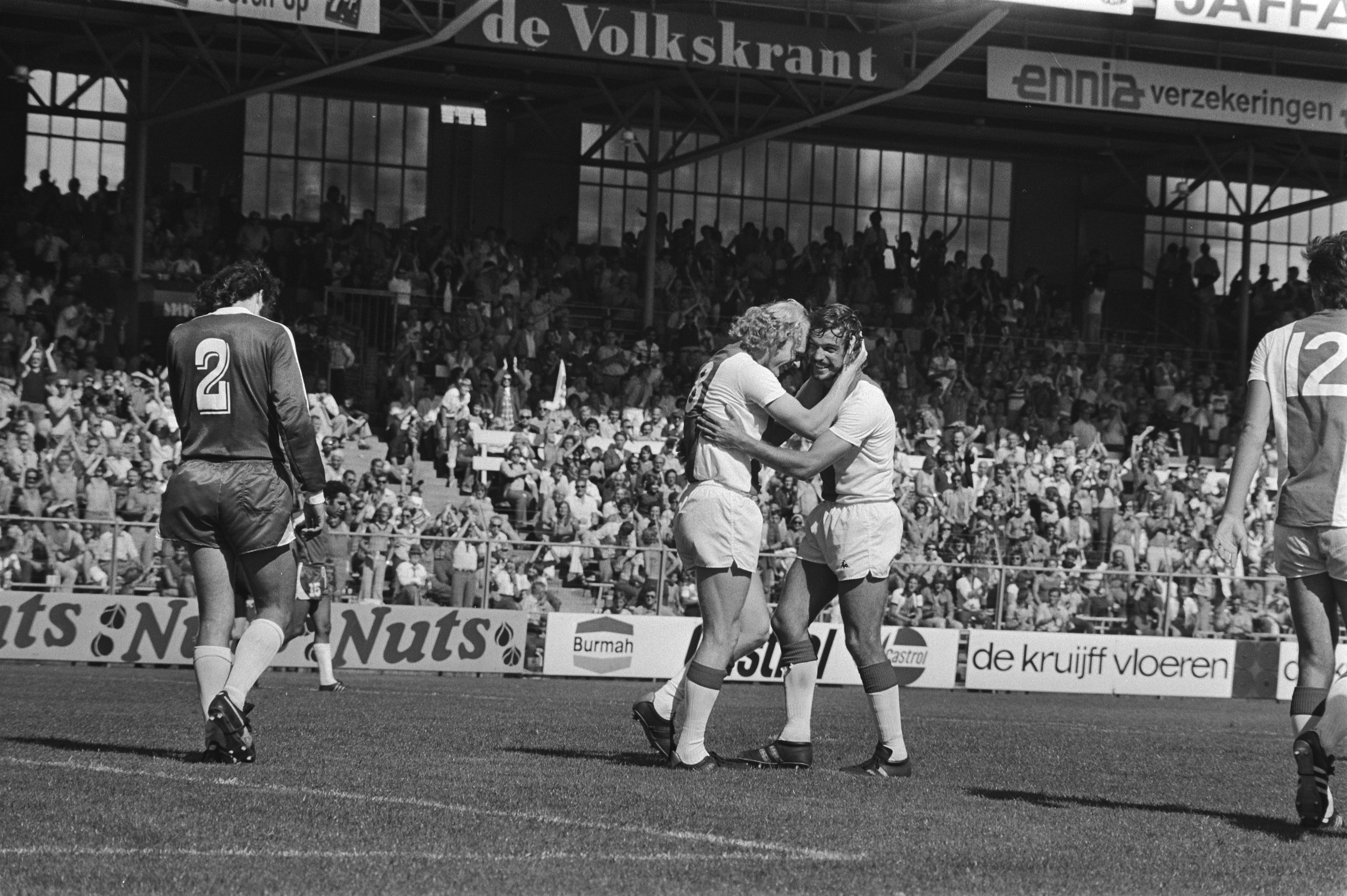
22-8-1976, Ajax-De Graafschap 1-0. Ruud Geels (8) en René Notten vieren enige goal Ajax.

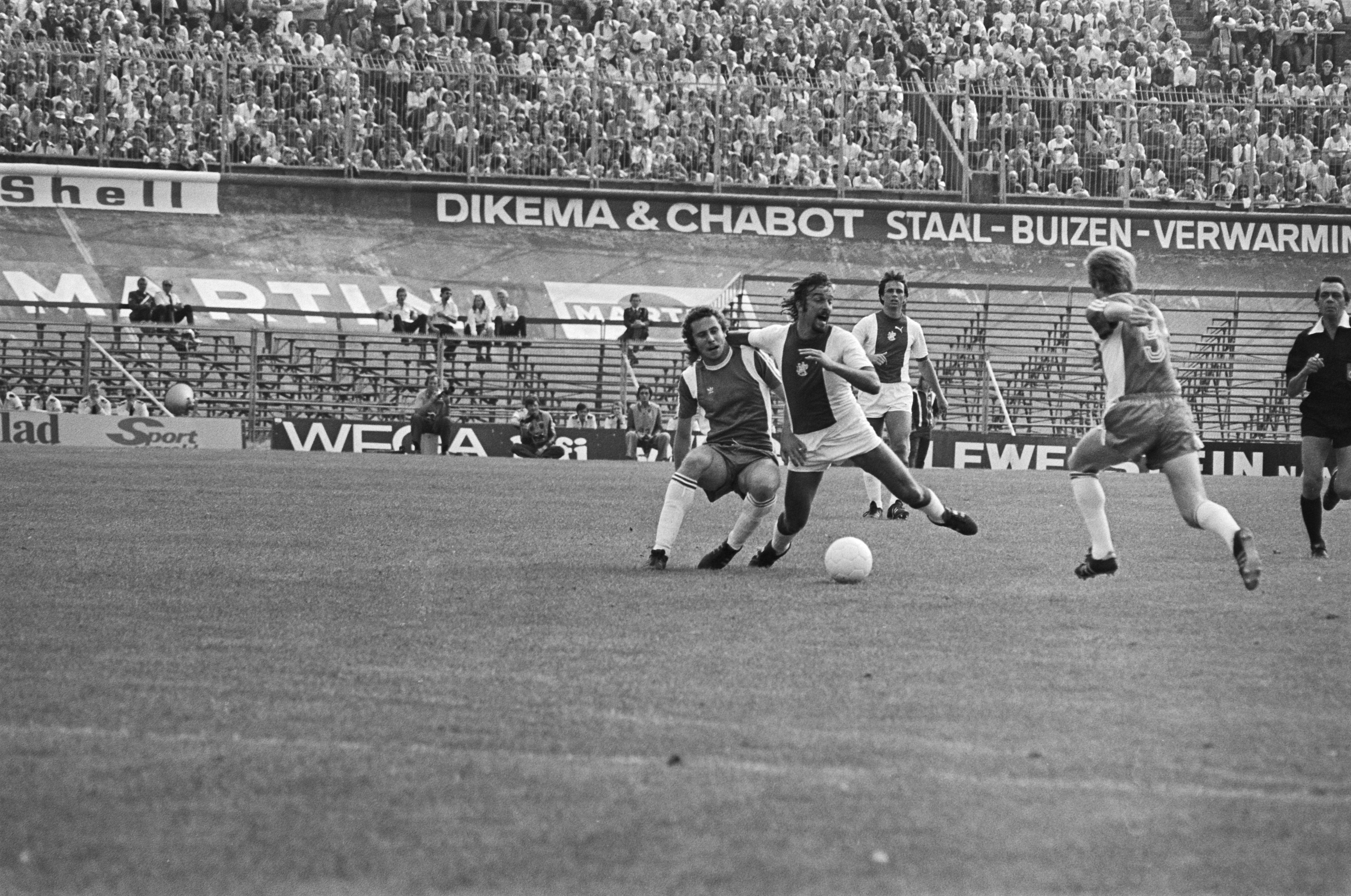
4-9-1977, Ajax-Feyenoord 2-2. Ajax-speler René Notten wordt ten val gebracht. Notten zou in de 90ste en laatste minuut de 2-2 gelijkmaker scoren.

Notten groeide op in het Gelderse Hengelo, waar hij voetbalde voor de plaatselijke amateurvereniging Pax. In 1968 debuteerde hij voor FC Twente in het betaalde voetbal. In zijn eerste seizoen speelde Notten acht wedstrijden, waarin hij één keer scoorde. Bij Twente speelde Notten op het middenveld, naast onder meer Kick van der Vall en Frans Thijssen. Hier maakte hij als trainers Kees Rijvers en Spitz Kohn mee.
In 1974 debuteerde "vechtjas" Notten voor het Nederlands Elftal.Op 27 maart 1974 in een thuiswedstrijd die plaatsvond  in de Kuip te Rotterdam tegen Oostenrijk, startte hij in de basis. De wedstrijd eindigde in 1-1. Hij zou in totaal tot vijf interlands komen. Na ruim zes seizoenen in Enschede (148 wedstrijden - 15 doelpunten) verkaste hij op 16 december 1974 naar Ajax, waar hij tot en met 30 september 1977 voetbalde. Oorspronkelijk zou Notten zelfs al een half jaar eerder bij Ajax komen spelen, hij zou half 1974 gelijktijdig met Piet Schrijvers overkomen van FC Twente. Van 1 oktober 1977 tot en met 30 juni 1981 kwam hij ruim drie en een half jaar uit voor Feyenoord. Met FC Twente bereikte Notten in de zes seizoenen 1968/69 tot en met 1973/74 successievelijk de 3de, 4de, 5de, 3de, 3de en 2e plaats in de eredivisie. Met Ajax werd Notten in de drie seizoenen 1974/75 tot en met 1976/77 3de, 3de en 1ste. Ten tijde van zijn vertrek bij Ajax op 30 september 1977 stond Ajax na een goede voorbereiding derde in de competitie 1977/78, en Ajax zou dat seizoen als tweede finishen. Bij Ajax voetbalde Notten samen met onder andere Piet Schrijvers, Ruud Krol, Pim van Dord, Johnny Dusbaba, Frank Arnesen, Dick Schoenaker, Sören Lerby, Hans Erkens, John Rep, Tscheu La Ling, Ruud Geels, Willy Brokamp, Geert Meijer en Simon Tahamata, onder de trainers Hans Kraay sr., Jan van Daal, Rinus Michels en Tomislav Ivic. Notten speelde als Ajacied ook mee in het historische topduel Ajax-Feyenoord 6-0 op 1 november 1975, waarin Ruud Geels vijf maal scoorde. Met Feyenoord finishte Notten in de vier seizoenen 1977/78 tot en met 1980/81 als 10de, 2de, 4de en 4de. Met Feyenoord won Notten de KNVB beker in het seizoen 1979/1980 en behaalde hij in het seizoen 1980/1981 een halve finaleplek in het toernooi om de Europa Cup II. Bij Feyenoord speelde Notten samen met onder meer Joop Hiele, Ton van Engelen, Ben Wijnstekers, Michel van de Korput, Sjaak Troost, Stanley Brard, André Stafleu, Petur Petursson, Carlo de Leeuw, Karel Bouwens, Jan van Deinsen en Pierre Vermeulen, onder de trainers Vujadin Boskov en Vaclav Jezek. Vanaf 1 juli 1981 speelde Notten achtereenvolgens voor KRC Harelbeke in België, DS'79, Olympia Bocholt in West-Duitsland, PEC Zwolle en De Graafschap. Hij sloot zijn loopbaan als voetballer medio 1986 af. Gedurende zijn carrière werd Notten meermaals in verband gebracht met dopinggebruik.
Vanaf 1986 was Notten actief als trainer, onder meer als assistent van Co Adriaanse bij PEC Zwolle en FC Den Haag. Vervolgens was hij hoofdtrainer bij FC Emmen. In 1995 ging hij aan de slag als bondscoach van Aruba. Enkele weken na zijn aanstelling overleed hij op 45-jarige leeftijd plotseling aan een hartaanval.

## Erelijst
Ajax
- Landskampioen

1976/77
 Feyenoord
- KNVB beker

1979/80